# Michael Miabesue Bibi
Michael Miabesue Bibi (* 28. Juli 1971 in Bamessing, Kamerun) ist ein kamerunischer Geistlicher und römisch-katholischer Bischof von Buéa.

## Leben
Michael Miabesue Bibi empfing am 26. April 2000 das Sakrament der Priesterweihe für das Erzbistum Bamenda. 
Papst Franziskus ernannte ihn am 24. Januar 2017 zum Titularbischof von Amudarsa und zum Weihbischof in Bamenda. Der Erzbischof von Bamenda, Cornelius Fontem Esua, spendete ihm am 25. März desselben Jahres die Bischofsweihe. Mitkonsekratoren waren der Bischof von Kumba, Agapitus Enuyehnyoh Nfon, und der Bischof von Kumbo, George Nkuo.
Seit dem 28. Dezember 2019 war er zusätzlich während der Sedisvakanz Apostolischer Administrator des Bistums Buéa. Am 5. Januar 2021 ernannte ihn Papst Franziskus zum Bischof von Buéa. Die Amtseinführung fand am 25. Februar desselben Jahres statt.